# 西华池战役
西华池战役是1947年3月初，胡宗南部对陕甘宁边区发起重点进攻，陕甘宁野战集团军在陇东合水县西华池镇攻击整编第48旅的作战。

## 战前
1947年2月10日，共军主动撤出关中分区的“囊形地带”后，胡军以夺取关中分区的整编第17师第48旅、整编第76师第24旅、第144旅，以及驻陇东的新1旅、骑兵第1旅等，共5个旅，由整编76师师长廖昂指挥，进攻陇东分区的庆阳、合水，企图吸引陕北共军西调，然后集中胡部主力突袭延安。
1947年2月14日，晋绥第一纵队，陕北的新编第四旅、教导旅、警备第一旅、警备第二旅共6个旅2.8万余人组成陕甘宁野战集团军，司令员张宗逊，政委习仲勋，副司令员王世泰，副政委廖汉生，参谋长阎揆要，政治部主任徐立清。部署为：
- 以教导旅、警备第三旅第七团、延属军分区独立团(边区保卫团团长刘镇，参谋长夏飞率4个连队和警卫排同延安独立营、安塞独立营合编组建)守备黄河以西，咸榆公路以东鄜县、临镇、金盆湾及牛武、茶坊地区实施运动防御，掩护延安南大门
- 警备第一旅在关中分区坚持斗争
- 集中第一纵队（辖第三五八旅、独立第一旅）及新编第四旅、警备第三旅(辖第5团，缺7、8团)，出击陇东，再相机进攻关中国统区。

3月2日，整编第24旅、整编第144旅进占庆阳，整编第48旅进占合水县城。3月3日整编第48旅回撤西华池、板桥。
3月3日共军进至合水以东地区，侦察获悉敌48旅南撤至西华池、板桥一线，即决心全歼该旅。战斗部署：
- 新编第四旅、三五八旅进攻西华池；
- 独立第一旅1个团防御板桥之敌
- 独一旅主力担负机动；
- 以警备第三旅第五团向赤东方向警戒。

## 经过
3月3日预定袭击板桥与西华池。在接到军委敌情通报的情况下，野战集团军仍然坚持原定当晚袭击板桥的计划。第358旅报告板桥之敌迅速撤向西华池，但未被采信，错过了在运动中伏击敌军以及乘敌刚进入西华池立足未稳予敌打击的时机。3日晚上对西华池的攻击部署，攻击部队过少，留置的预备队过多：总计九个团参战，只有两个团投入进攻西华池战斗，其余两个团担任警戒，四个团作为预备队，一个团作为第二梯队。3月3日晚，共军一线的指挥员对地形、敌情不了解，多数过于谨慎，兵力使用不当，形成逐次增兵的打法。主攻的第8团只以一个营，营又只以一个连实施进攻。新4旅第16团担任助攻任务，分配第3营担任阻援，第2营留置为团预备队，仅用第1营担任进攻；该营又留第1连作为预备队，用第2、第3连为主攻，该两个连又各留了一个排为预备队，实际上用于战斗的只有四个排的兵力。因此，没有能形成突然猛烈的打击，给了敌人调整部署、组织抵抗的机会。 共军部队战术不熟练，对塬地进攻作战的动作不熟悉，对村落战斗如何迅速分割敌人防御体系，也没有经验。每攻占一个院落，部队就开始混乱，只好组织一次攻占一个，不能连续发展。这样不但延误了时间，而且越往里打，敌军越集中，抵抗越顽强，无法迅速解决战斗。
3月4日白天，新4旅第16团突入西华池镇中的四个排受到敌人反复猛攻，而在镇外的预备队由于地形开阔，敌火封锁，无法全部迅速投入战斗，只能以小分队添油式地增援。3月4日白天，各级指挥员对敌情、地形应该已经查明。但对打援事先没有作安排，缺乏准备，直接导致次日仓促撤兵。对当晚进攻西华池的任务分配，仍按照旅、团的建制各打各的。三五八旅主攻，独一旅助攻，一夜只攻占两处阵地，使敌得以主要火力兵力来应付第三五八旅的进攻。虽击毙敌48旅旅长何奇以下1500余人，残军顽抗待援。
3月5日拂晓，援军两部迫近：
- 赤城镇赶来的第143团的一个营（第3营），大约早晨8时赶到西华池。
- 整编第24旅（两个团），5日拂晓时在南义井，当天中午12时左右到达西华池，途中（上午约11时）遇到从西华池撤出的整48旅残部。

当天拂晓，共军撤出战斗。实际上援军只有两个团多一点，西野的兵力仍然占据绝对优势，足以争取一天一夜时间，全歼整48旅余部。新四旅战后总结认为：“经过四日的恶战，敌人遭受很大杀伤，其锐气顿减，当晚我亦增两个营进入战斗，已将敌人压缩在两个孤寨内，另外，根据情况敌人在一两日内不可能迅速增援。如果我们再坚持一天战斗，亦有可能将敌全歼”。

## 战后及影响
西华池战斗，以4：1的优势兵力，虽给敌以歼灭性打击，终因地形生疏、战前准备不足，部署欠妥，攻击部队协同不利，未能全歼，打成了消耗战。“共歼敌第四十八旅1500余人，击毙其少将旅长何奇”。其中第358旅毙伤敌约500人，俘虏10人；独1旅毙伤敌1100人，俘虏44人。西野损失1200人，其中第358旅和独1旅损失821人（其中伤亡811人，其它损失10人），新4旅损失317人（其中阵亡50人，负伤267人）。
3月4日，中央军委第一部统计了国军准备用来向延安进攻的兵力：关中、陇东、三边和榆林4个分区当面计有正规军7个整编师、24个整编旅、52个团，18.4万人；地方团队21个团，1万余人。总计7个整编师24个整编旅、73个团，约19.5万人。判定“敌人是决心进攻延安”，“待整编第一、第九十师集结完毕后，进攻即可开始”。西华池之战查明了胡部战斗力和战斗精神。据此提出保卫延安“主要依靠陈谢从外线解围”，准备在延安以南的内线进行二十天的防御作战。军委副主席兼总参谋长彭德怀临危主动请缨指挥陕北作战，“临阵换将”得到了毛泽东的同意。3月8日召开了保卫边区保卫延安的大会，周恩来、朱德、彭德怀都讲了话。彭德怀在会上宣布，毛主席、党中央决定让我来指挥保卫延安的战斗。3月12日在枣园小礼堂彭德怀、总政治部主任刘少奇主持召开了旅以上干部会，总结了西华池战斗的经验教训，决定撤销陕甘宁野战集团军番号，恢复原建制，张宗逊和廖汉生分任第一纵队司令员和政委。3月14日，军委致电张宗逊、习仲勋，要求习仲勋回延安和彭德怀一起主持全局，并于3月16日正式发布命令，以第1、第2纵队、新4旅、教导旅等组成西北野战兵团，“上述各兵团及边区一切部队自3月17日起统归彭德怀、习仲勋同志指挥”。 
何奇于1947年5月22日被追赠为陆军中将。